# تقرير الصحة العالمية
تقرير الصحة العالمية (WHR)، هو عبارة عن سلسلة من التقارير السنوية التي تصدرها منظمة الصحة العالمية (WHO). نُشر تقرير منظمة الصحة العالمية لأول مرة في عام 1995، وهو من أبرز منشورات منظمة الصحة العالمية. تُنشر التقارير كل عام من عام 1995 إلى عام 2008، وصدرت مرة أخرى في عامي 2010 و2013. وتتوفر التقارير بلغات متعددة، بما في ذلك تقييم متخصص لأحد موضوعات الصحة العالمية المتعلقة بجميع الدول الأعضاء في المنظمة.
الغرض الرئيسي من تقرير الصحة العالمية هو تزويد صناع السياسة والوكالات المانحة والمنظمات الدولية وغيرها بالمعلومات التي يحتاجون إليها لمساعدتهم على صنع سياسات صحية وقرارات تمويلية مناسبة. ومع ذلك، فإن التقرير متاح أيضًا لجمهور أوسع، مثل الجامعات والصحفيين والجمهور ككل. ومن المتوقع أن يتمكن أي شخص لديه مصلحة مهنية أو شخصية في القضايا الصحية الدولية من قراءتها والاستفادة منها.

## قائمة الموضوعات حسب السنة
كل تقرير من تقارير الصحة العالمية يعالج موضوع مختلف، وفيما يلي قائمة بالتقارير والمواضيع:
- 2013: بحث عن التغطية الصحية الشاملة.
- 2010: تمويل النظم الصحية: الطريق إلى التغطية الشاملة.
- 2008: الرعاية الصحية الأولية: الآن أكثرمن أي وقت مضى.
- 2007: مستقبل أكثر أمانًا: أمن الصحة العامة العالمي في القرن الحادي والعشرين.
- 2006: العمل معا من أجل الصحة.
- 2005: اصنعي كل أم وطفل.
- 2004: تغيير التاريخ.
- 2003: تشكيل المستقبل.
- 2002: تقليل المخاطر، وتعزيز الحياة الصحية.
- 2001: الصحة العقلية: فهم جديد، أمل جديد.
- 2000: النظم الصحية: تحسين الأداء.
- 1999: إحداث فرق.
- 1998: الحياة في القرن الحادي والعشرين: رؤية للجميع.
- 1997: التغلب على المعاناة وإثراء البشرية.
- 1996: مكافحة الأمراض، وتعزيز التنمية.
- 1995: سد الفجوات.

## تقرير الصحة العالمية عام 2013: بحث للتغطية الصحية الشاملة
يركز تقرير الصحة العالمية 2013 على أهمية البحث في دفع عجلة التقدم نحو تغطية الرعاية الصحية الشاملة -بمعنى آخر- الوصول الكامل إلى خدمات عالية الجودة للوقاية والعلاج والحماية من المخاطر المالية. ينادي التقرير بزيادة الاستثمار الدولي والوطني في البحوث التي تهدف بشكل خاص إلى تحسين تغطية الخدمات الصحية داخل البلد الواحدة وكذلك بين الدول وبعضها. أمثلة البحوث المطلوبة: البحث الطبي، أو التحقيق في أسباب اعتلال الصحة، والتدخلات اللازمة لتحسين الصحة والرفاهية، فضلاً عن أبحاث الخدمات الصحية، مع التركيز على كيفية توسيع تغطية الخدمة والحد من عدم المساواة في التغطية.

## تقارير سابقة

### 2010: تمويل النظم الصحية
ركز تقرير الصحة العالمية 2010 على موضوع التغطية الشاملة للرعاية الصحية، وكيف يمكن للدول تعديل أنظمتها التمويلية للمضي قدماً نحو هذا الهدف. قدم التقرير خطة عمل للدول في جميع مراحل التنمية، واقترح الطرق التي تمكن المجتمع الدولي من أن يدعم الجهود في الدول ذات الدخل المنخفض دعمًا قويًا وذلك لتحقيق تغطية شاملة وتحسين نتائج صحة السكان.

### 2008: الرعاية الصحية الأولية
كان موضوع تقرير الصحة العالمية 2008 هو تجديد الرعاية الصحية الأولية، والحاجة إلى استجابة الأنظمة الصحية بشكل أفضل وأسرع لتحديات الرعاية الصحية في هذا العالم المتغير.

### 2007: الأمن العالمي للصحة العامة
كان التركيز الأساسي لتقرير الصحة العالمي لعام 2007 هو كيف يواجه العالم مخاطر تفشي الأمراض والأوبئة والحوادث الصناعية والكوارث الطبيعية وغيرها من حالات الطوارئ الصحية التي يمكن أن تصبح تهديدًا للأمن العالمي للصحة العامة. وصف التقرير كيف تساعد اللوائح الصحية الدولية الجديدة البلدان على العمل معًا لتحديد المخاطر والعمل على احتوائها والسيطرة عليها.

### 2006: العمل معا من أجل الصحة
أبرز تقرير الصحة العالمية 2006 النقص المقدر بنحو 4.3 مليون طبيب وممرضة ودايات وغير ذلك من الموارد البشرية الصحية في جميع أنحاء العالم، واصفًا الوضع بأنه «أزمة القوى العاملة الصحية العالمية». وضع التقرير خطة عمل مدتها عشر سنوات لبناء القوى العاملة الصحية الوطنية من خلال عمليات تدريب وتوظيف وإدارة أفضل.

### 2005: رعاية كل أم وطفل
ركز تقرير الصحة العالمية لعام 2005 على حقيقة أن ما يقرب من 11 مليون طفل دون سن الخامسة يموتون سنويًا لأسباب يمكن الوقاية منها إلى حد كبير، ويموت نصف مليون امرأة أخرى أثناء الحمل أو الولادة أو بعدها بفترة قصيرة. قال التقرير إن تقليل هذه الحصيلة تمشياً مع الأهداف الإنمائية للألفية سيعتمد إلى حد كبير على الأم. وكل طفل له الحق في الحصول على الرعاية الصحية من الحمل وحتى الولادة وفترة حديثي الولادة والطفولة.

### 2004: تغيير التاريخ
كان موضوع تقرير الصحة العالمية 2004 هو وباء فيروس نقص المناعة البشرية / الإيدز العالمي.

### 2003: رسم المستقبل
فحص تقرير الصحة العالمية لعام 2003 الوضع الصحي العالمي وبعض التهديدات الرئيسية للصحة. ودعا التقرير إلى أن تكون التحسينات الرئيسية في مجالات صحة في متناول اليد بالنسبة للجميع، وأن هذا التقدم يتوقف على التعاون بين الحكومات والمؤسسات الدولية والقطاع الخاص والمجتمع المدني لبناء نظم صحية أقوى.

### 2002: تقليل المخاطر، وتعزيز الحياة الصحية
وصف تقرير الصحة العالمية لعام 2002 مقدار المرض والإعاقة والموت في العالم الذي يمكن أن يؤدي إلى عدد مختار من أكثر المخاطر على صحة الإنسان. وتوقعت مقدار هذا العبء الذي يمكن خفضه في السنوات العشرين المقبلة إذا تم تخفيض عوامل الخطر نفسها.

### 2001: الصحة النفسية
كان مجال الصحة النفسية -المهملة إلى حد كبير- هو محور تركيز تقرير الصحة العالمية لعام 2001.

### 2000: النظم الصحية: تحسين الأداء
قدم تقرير الصحة العالمية لعام 2000 إطارًا مفاهيميًا وطرق قياس لفحص ومقارنة جوانب النظم الصحية في جميع أنحاء العالم، وفهم العوامل المعقدة التي تشرح كيفية أداء النظم الصحية بشكل أفضل. وقدم التقرير تقييماً لأداء النظم الصحية الوطنية لجميع الدول.